# Domenico Taglialatela
Domenico Taglialatela (Panicocoli, 4 novembre 1666 – L'Aquila, 18 marzo 1742) è stato un vescovo cattolico italiano.

## Biografia
Nato nel 1666 a Panicocoli, entrò a dodici anni nel seminario di Napoli; qui fu dapprima ordinato diacono il 26 marzo 1689 da Carlo de Angelis e quindi sacerdote il 23 dicembre 1690. L'arcivescovo di Napoli Giacomo Cantelmo lo nominò quindi parroco della chiesa di Santa Maria della Neve di Chiaia. Nel 1712 Carlo VI d'Asburgo, su consiglio del viceré di Napoli Carlo Borromeo Arese, lo propose come vescovo dell'Aquila, diocesi vacante dal 1702. Taglialatela fu nominato in tale incarico da papa Clemente XI solo l'8 giugno 1718, quando le relazioni tra impero e papato furono più distese, e venne consacrato il 12 giugno dal cardinale Michelangelo Conti, vescovo di Viterbo e Tuscania, insieme a Pier Luigi Carafa e Fabrizio Pignatelli come co-consacranti.
Taglialatela tornò tuttavia a Napoli e non prese immediato possesso della sua diocesi: lo stesso papa gli ingiunse di non recarvisi se non prima che i resti del suo predecessore come vescovo, Ignacio de la Cerda, fossero stati riportati in città da Rieti, dove questi era stato esiliato. Il corteo si tenne solo nel maggio del 1719 e si concluse con il posizionamento del corpo del duomo dell'Aquila; quindi, a fine giugno Taglialatela lasciò la capitale partenopea e il 3 luglio arrivò nella diocesi, fino ad allora amministrata dal vicario Francesco Maria Tansi. Non poté comunque insediarsi nel palazzo Arcivescovile, ancora danneggiato dopo il terremoto dell'Aquila del 1703, e ne fece avviare subito i lavori di restauro. Morì il 18 marzo 1742, dopo essere stato colpito il giorno precedente da un ictus durante una cerimonia religiosa nella chiesa di San Marco; fu sepolto nella cattedrale cittadina.

## Genealogia episcopale
La genealogia episcopale è:
- Cardinale Scipione Rebiba
- Cardinale Giulio Antonio Santori
- Vescovo Placido della Marra
- Cardinale Melchior Khlesl
- Cardinale Giovanni Battista Maria Pallotta
- Cardinale Pietro Vidoni
- Cardinale Galeazzo Marescotti
- Papa Innocenzo XIII
- Vescovo Domenico Taglialatela